# Tropidurus oreadicus
Espèce
Tropidurus oreadicus est une espèce de sauriens de la famille des Tropiduridae.

## Répartition
Cette espèce est endémique du Brésil. Elle se rencontre dans les États du Mato Grosso, du Mato Grosso do Sul, du Minas Gerais, de Goiás, du Maranhão, du Rondônia et du Pará.

## Publication originale
- Rodrigues, 1987 : Sistematica, ecologia e zoogeografia dos Tropidurus do grupo torquatus ao sul do Rio Amazonas (Sauria, Iguanidae). Arquivos De Zoologia (Sao Paulo), vol. 31, n. 3, p. 105-230.